# Mimostrangalia brevitarsis
Mimostrangalia brevitarsis là một loài bọ cánh cứng trong họ Cerambycidae.